# The Mountain Goats
The Mountain Goats (engl. Die Schneeziegen) ist eine US-amerikanische Band, die 1991 in Claremont, Kalifornien als Projekt von Singer-Songwriter John Darnielle gegründet wurde.

## Bandgeschichte
Unter dem Namen The Mountain Goats veröffentlichte der damalige Collegestudent Darnielle erstmals 1991 ein Album, das beim kleinen, in Upland (Kalifornien) ansässigen Label Shrimper Records erschienene Taboo VI: The Homecoming. In den darauf folgenden Jahren wurden diverse weitere Werke auf Kleinlabels herausgebracht, wobei meist auch die Bassistin Rachel Ware zu hören ist, die Darnielle bis 1995 auch bei Konzerten begleitete. Später übernahm diesen Job Peter Hughes, der mittlerweile offizielles Mitglied der Mountain Goats ist. Von 2002 bis 2010 wurden die Alben der Band von 4AD veröffentlicht. Mit dem 2006 erschienenen Get Lonely platzierten sich die Montain Goats in den US-amerikanischen Albumcharts. 2011 erschien das Album All Eternals Deck bei Merge Records.
John Darnielle war 2007 einer der Gäste auf Aesop Rocks Album None Shall Pass.

## Diskografie

### Studioalben
- 1991: Taboo VI: The Homecoming (Shrimper Records)
- 1992: The Hound Chronicles (Shrimper Records)
- 1993: Hot Garden Stomp (Shrimper Records)
- 1994: Zopilote Machine (Ajax Records)
- 1995: Sweden (Shrimper Records)
- 1996: Nothing for Juice (Ajax Records)
- 1997: Full Force Galesburg (Emperor Jones)
- 2000: The Coroner's Gambit (Absolutely Kosher)
- 2002: All Hail West Texas (Emperor Jones)
- 2002: Tallahassee (4AD)
- 2004: We Shall All Be Healed (4AD)
- 2005: The Sunset Tree (4AD)
- 2005: Come, Come to the Sunset Tree (4AD)
- 2006: Get Lonely
- 2008: Heretic Pride
- 2009: The Life of the World to Come
- 2011: All Eternals Deck
- 2012: Transcendental Youth
- 2015: Beat the Champ
- 2017: Goths
- 2019: In League with Dragons
- 2020: Songs for Pierre Chuvin
- 2020: Getting Into Knives
- 2021: Dark in Here
- 2022: Bleed Out
- 2023: Jenny from Thebes

| Jahr | Titel                         | Höchstplatzierung, Gesamtwochen, AuszeichnungChartsChartplatzierungen (Jahr, Titel, Platzierungen, Wochen, Auszeichnungen, Anmerkungen) | Anmerkungen |
| Jahr | Titel                         | US | Anmerkungen |
| ---- | ----------------------------- | --- | ----------- |
| 2006 | Get Lonely                    | US193 (1 Wo.)US |             |
| 2008 | Heretic Pride                 | US194 (1 Wo.)US |             |
| 2009 | The Life of the World to Come | US110 (2 Wo.)US |             |
| 2011 | All Eternals Deck             | US72 (1 Wo.)US |             |
| 2012 | Transcendental Youth          | US86 (1 Wo.)US |             |
| 2013 | All Hail West Texas           | US140 (1 Wo.)US |             |
| 2015 | Beat the Champ                | US65 (1 Wo.)US |             |
| 2017 | Goths                         | US89 (1 Wo.)US |             |
| 2019 | In League with Dragons        | US110 (1 Wo.)US |             |
| 2020 | Songs for Pierre Chuvin       | US152 (1 Wo.)US |             |
| 2020 | Getting Into Knives           | US162 (1 Wo.)US |             |

### Weitere Veröffentlichungen
Es wurden mittlerweile auch eine größere Anzahl Singles, einige EPs sowie drei Compilationalben veröffentlicht. Einige der frühen, ursprünglich nur auf Kassette erhältlichen Alben wurden im frühen 21. Jahrhundert in den damals aktuellen Formaten neu aufgelegt.